# Веселовский (Оренбургская область)
Веселовский — посёлок в Ясненском городском округе Оренбургской области России.

## География
Посёлок находится в юго-восточной части Оренбургской области, в степной зоне, на расстоянии примерно 34 километров (по прямой) к востоку-юго-востоку (ESE) от города Ясный, административного центра района. 
Абсолютная высота — 313 метров над уровнем моря. 
Уличная сеть
состоит из восьми улиц
Балабанова,
Луговая,
Молодежная,
Полевая,
Садовая,
Совхозная,
Степная,
Целинная.
Климат
умеренный, резко континентальный. Средняя температура января −18 °C, июля — +21 °C. Годовое количество осадков — 250—290 мм.

### Часовой пояс
Посёлок Веселовский, как и вся Оренбургская область, находится в часовой зоне МСК+2. Смещение применяемого времени относительно UTC составляет +5:00.

## История
История посёлок берёт начало в 1950-х годах, c  момента образования отделение совхоза имени XIX партсъезда. В 1964 году отделение было преобразовано в отдельный совхоз «Весёлый». 
В 1966 г. Указом Президиума ВС РСФСР посёлок отделения № 4 совхоза имени 19 паргсъезда переименован в Веселовский.
До 1 января 2016 года село являлось административным центром муниципального образования Веселовский сельсовет.

## Население
| 2010 |
| ---- |
| 499  |

Гендерный состав
По данным Всероссийской переписи населения 2010 года в гендерной структуре населения мужчины составляли 47,49 %, женщины — соответственно 52,51 %.
Национальный состав
Согласно результатам переписи 2002 года, в национальной структуре населения русские составляли 64 %.

## Инфраструктура
В посёлке функционируют основная школа, детский сад и отделение Почты России.

## Транспорт
Доступен автотранспортом.